# Sukayna bint al-Hussayn
Ruqayya bint al-Hussayn, també coneguda com a Sukayna bint al-Hussayn (676 - 23 de març de 736) fou filla d'al-Hussayn ibn Alí ibn Abi-Tàlib i neta del califa Alí ibn Abi-Tàlib. Era, per tant, parenta del profeta Muhàmmad. Era molt jove quan el seu pare va morir a Karbala el 680. Més gran es va destacar pel seu feminisme, trencant motllos per l'època, refusant anar amb vel i a enclaustrar-se i lluint la seva bellesa amb un pentinat de la seva invenció conegut com a at-turra as-sukayniyya. Es va casar tres vegades però fora del matrimoni la seva actitud fou de castedat, però és considerada lliberal i va provocar primer la sorpresa i després l'escàndol entre els més religiosos. Fou protectora de músics i poetes. Va morir a Medina el 736 quan ja feia uns anys que vivia en l'anonimat.